# Суперкубок Ісландії з футболу 1982
Суперкубок Ісландії з футболу 1982 — 14-й розіграш турніру. Матч відбувся 16 червня 1982 року між чемпіоном Ісландії клубом Вікінгур (Рейк'явік) та володарем кубка Ісландії клубом Вестманнаейя.
| Володар Суперкубка Ісландії 1982  |
| --------------------------------- |
|                                   |
| Вікінгур (Рейк'явік) Перший титул |

## Матч

### Деталі
| 16 червня 1982 |

| Вікінгур (Рейк'явік) | 2:0      | Вестманнаейя |
| -------------------- | -------- | ------------ |
| Гуннарссон Карлссон  | Протокол |              |

| Лаугардалсволлур, Рейк'явік |